# NGC 7387
NGC 7387 је лентикуларна галаксија у сазвежђу Пегаз која се налази на NGC листи објеката дубоког неба.
Деклинација објекта је + 11° 38' 14" а ректасцензија 22h 50m 17,6s. Привидна величина (магнитуда) објекта NGC 7387 износи 14,3 а фотографска магнитуда 15,3. NGC 7387 је још познат и под ознакама MCG 2-58-22, CGCG 430-19, NPM1G +11.0554, PGC 69834.